# Radicaal 191
Van de in totaal 214 Kangxi-radicalen heeft radicaal 191 de betekenis vechten. Het is een van de acht radicalen die bestaat uit tien strepen.
In het Kangxi-woordenboek zijn er 23 karakters die dit radicaal gebruiken.

## Karakters met het radicaal 191

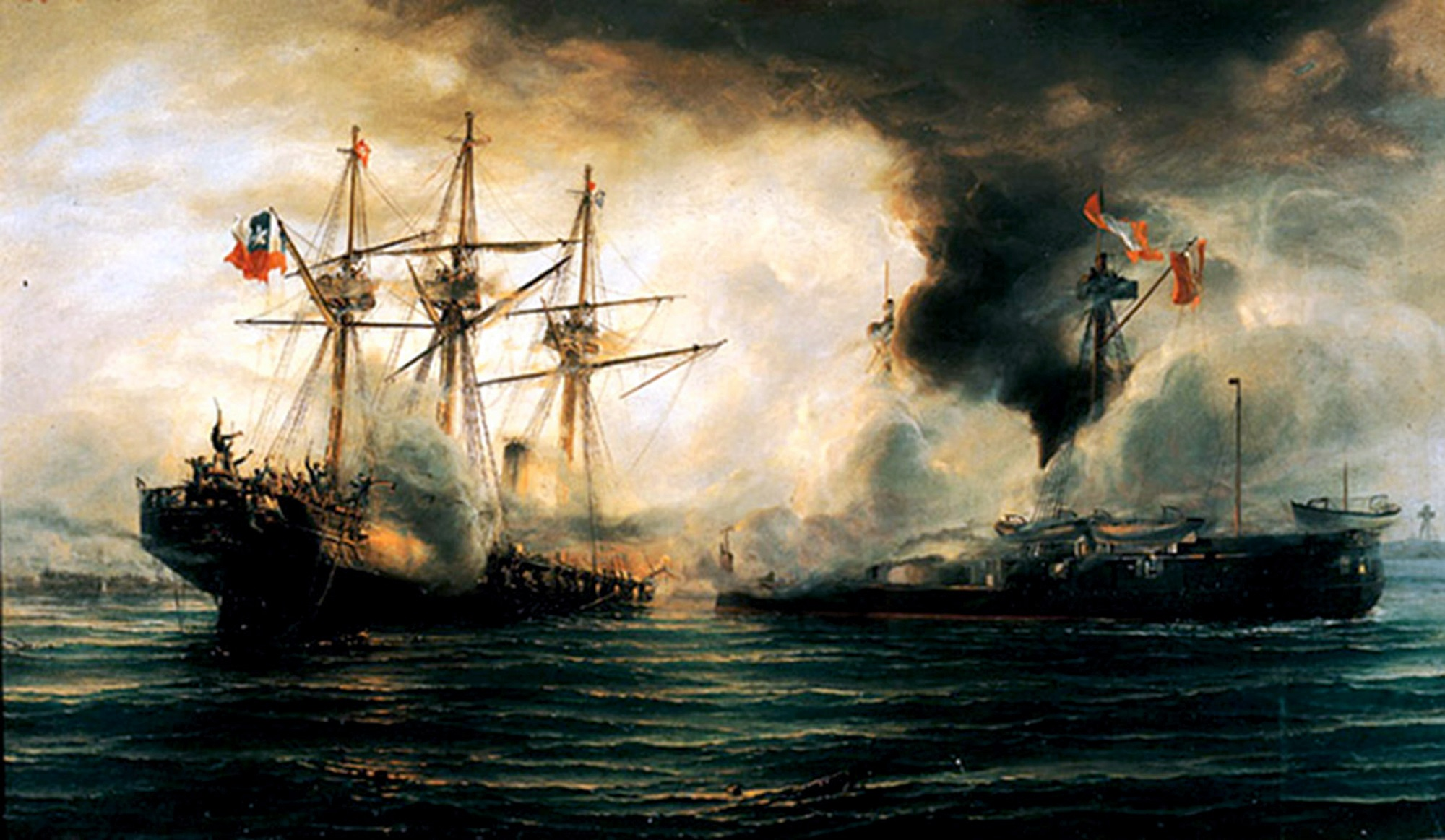
Zeegevecht

| Strepen | Karakter |
| ------- | -------- |
| + 0     | 鬥       |
| + 4     | 鬦       |
| + 5     | 鬧       |
| + 6     | 鬨       |
| + 8     | 鬩       |
| + 10    | 鬪       |
| + 12    | 鬫       |
| + 14    | 鬬 鬭    |
| + 16    | 鬮       |

Orakelbotkarakter
Klein zegelkarakter